# Copiopteryx jehovah
Copiopteryx jehovah é um inseto da ordem Lepidoptera; uma mariposa, ou traça, noturna e neotropical da família Saturniidae e subfamília Arsenurinae, classificada em 1874 por Ferdinand Heinrich Herman Strecker, com a denominação Eudaemonia jehovah, na obra Lepidoptera, rhopaloceres and heteroceres, indigenous and exotic; with descriptions and colored illustrations. Possui áreas claras, nas asas anteriores, rodeadas por "olheiras" negras que lhe são características, apresentando as laterais de cada asa, de coloração cinzenta, denteada; o final de cada asa posterior se prolongando em uma cauda, sempre presente no género Copiopteryx.
Essa espécie está distribuída pela Amazônia, indo do Equador ao Mato Grosso e Pará, no Brasil, onde fora encontrado o seu holótipo, um macho, voando em área de floresta tropical e subtropical úmida.

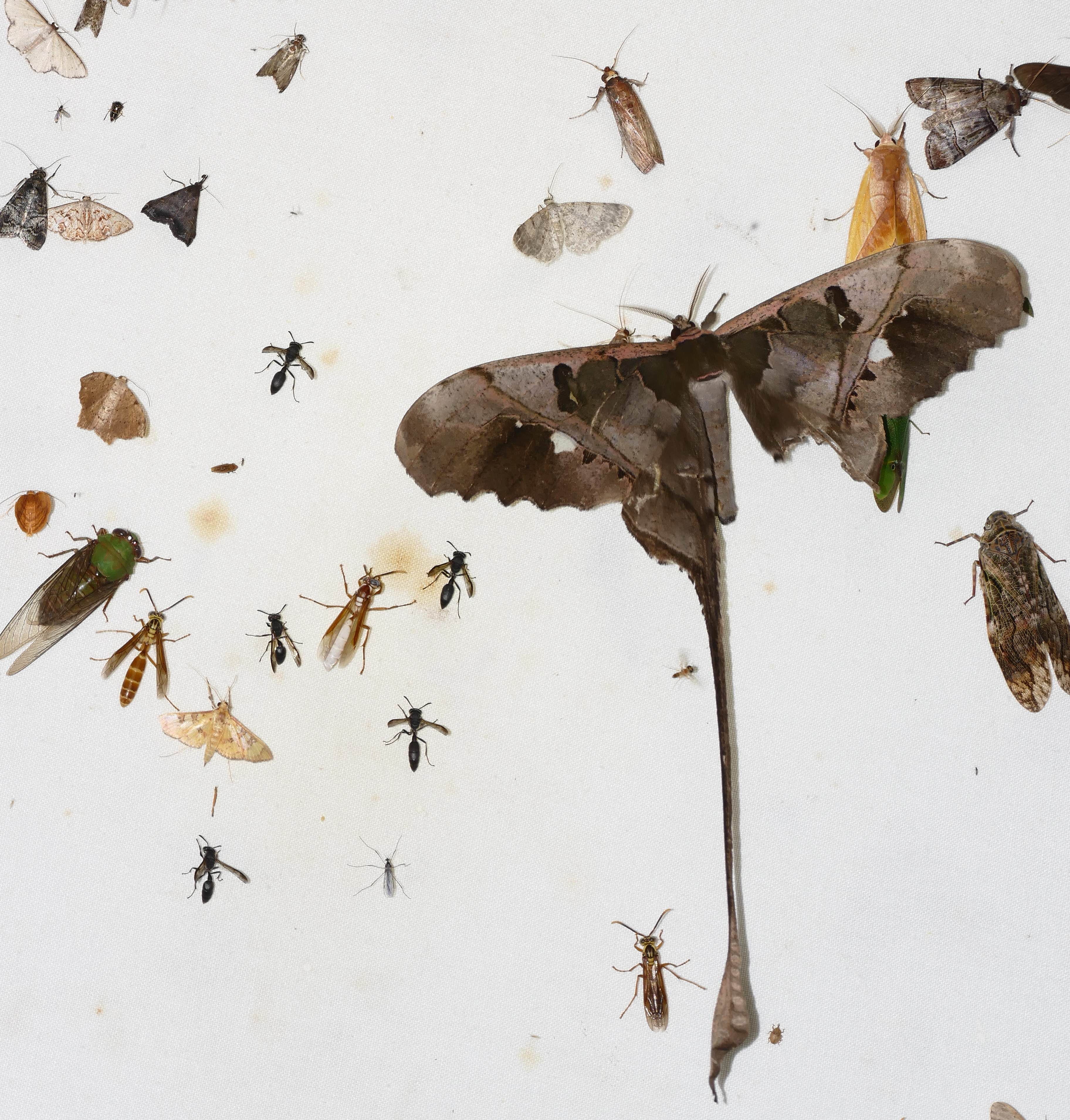
Fotografia de um C. jehovah de asa destruída, e outros insetos atraídos pela luz, incluindo uma cigarra e diversos Hymenoptera, na Guiana Francesa. Mariposas costumam entregar suas caudas para escapar de predação.